# Taïrove
Taïrove (ukrainien : Таїрове, russe : Таирово, Taïrovo) est une commune urbaine de l'oblast d'Odessa, en Ukraine. Elle compte 3 830 habitants en 2021.